# 121 Hermione
121 Hermione је астероид са пречником од приближно 209,00 km.
Афел астероида је на удаљености од 3,911 астрономских јединица (АЈ) од Сунца, а перихел на 2,978 АЈ.
Ексцентрицитет орбите износи 0,135, инклинација (нагиб) орбите у односу на раван еклиптике 7,598 степени, а орбитални период износи 2335,484 дана (6,394 година).
Апсолутна магнитуда астероида је 7,31 а геометријски албедо 0,048.
Астероид је откривен 12. маја 1872. године.